# Kościół św. Łazarza w Al-Ajzarijja
Kościół św. Łazarza w Al-Ajzarijja – katolicki kościół przyklasztorny, miejsce pielgrzymkowe znajdujące się pod kuratelą franciszkanów z Kustodii Ziemi Świętej.
Kościół nawiedzany jest podczas tradycyjnych nabożeństw stacyjnych w okresie Wielkiego Postu.

## Historia
Pierwotny bizantyjski kościół, którego istnienie poświadczają wyniki badań archeologicznych, powstał w IV wieku. Kolejny w tym samym miejscu wzniesiono w VI wieku. Apsyda tej drugiej świątyni znajdowała się ok. 10 metrów na wschód od pierwotnej. Kościół z VI wieku, podobnie jak ten z IV, miał atrium, z którego przechodziło się do grobu Łazarza. Obie świątynie pozostawały więc w ścisłej relacji z miejscem pochówku Łazarza, którego według narracji
Ewangelii Chrystus miał wskrzesić z martwych. Drugi kościół zniszczony został w wyniku trzęsienia ziemi. Krzyżowcy odbudowali świątynię, wznosząc także inne zabudowania, także nad samym czczonym przez pątników grobem. Począwszy od 1863 franciszkanie wchodzili stopniowo w posiadanie gruntów na terenie biblijnej Betanii. W 1949 postanowiono usunąć gruz i ziemię w okolicy grobu Łazarza. W trakcie prac przeprowadzonych przez Studium Biblicum Franciscanum odkryto pozostałości bizantyjskich i średniowiecznych budowli. Nowy kościół i niewielki klasztor wzniesiono w latach 1952-1954. Autorem projektu był tercjarz franciszkański Antonio Barluzzi z Włoch. 4 stycznia 1964 kościół odwiedził papież Paweł VI.

## Wystrój
Wnętrze przypomina ciemną kaplicę grzebalną. Światło wpada tylko przez okno w kopule. Duże mozaiki ścienne, zaprojektowane przez Cesare Vagariniego, przedstawiają: Chrystusa głoszącego: Ja jestem Zmartwychwstaniem i Życiem (nad głównym ołtarzem), Wskrzeszenie Łazarza, Jezusa w gościnie u Marii i Marty oraz Marię namaszczającą Jezusa w domu Szymona.

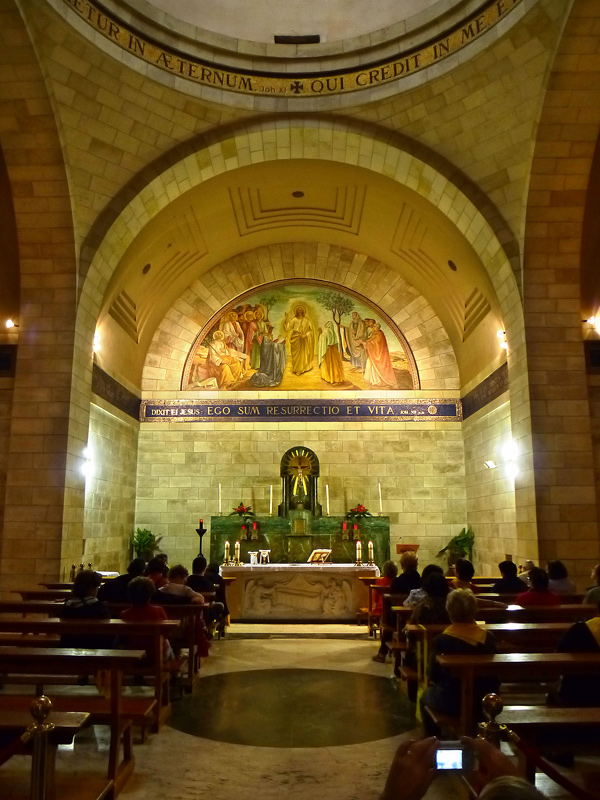
Ołtarz centralny
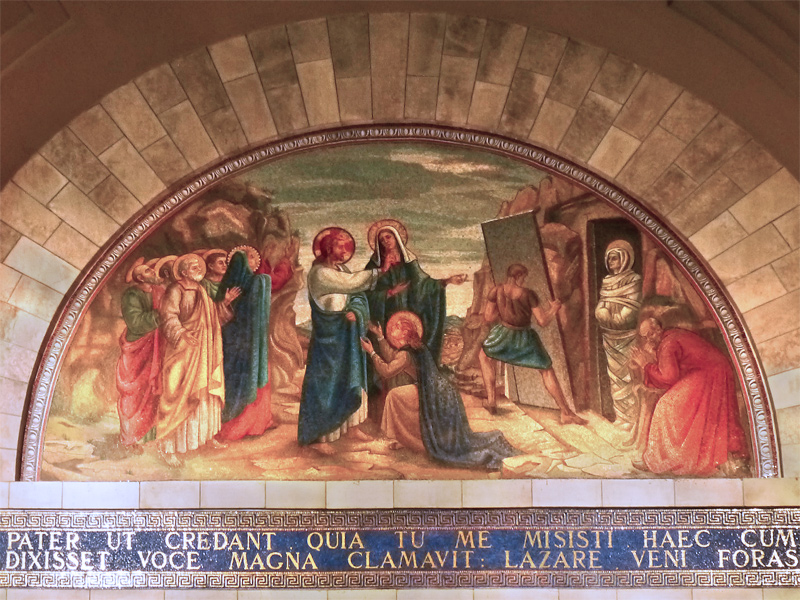
Wskrzeszenie Łazarza
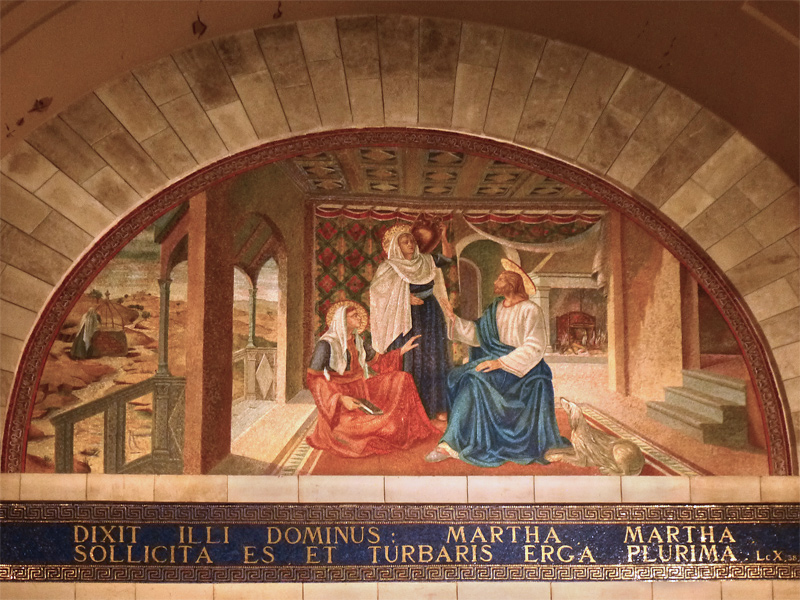
Jezus w gościnie u Marii i Marty
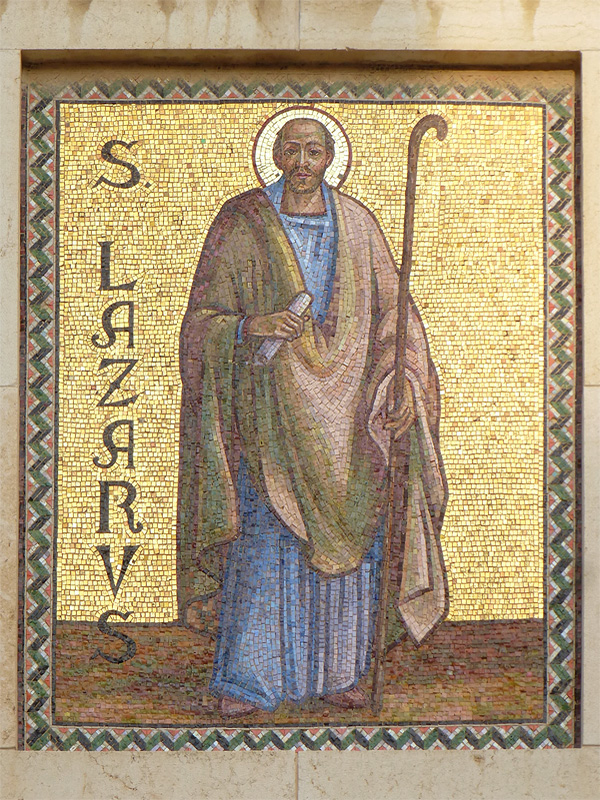
Św. Łazarz (fasada)
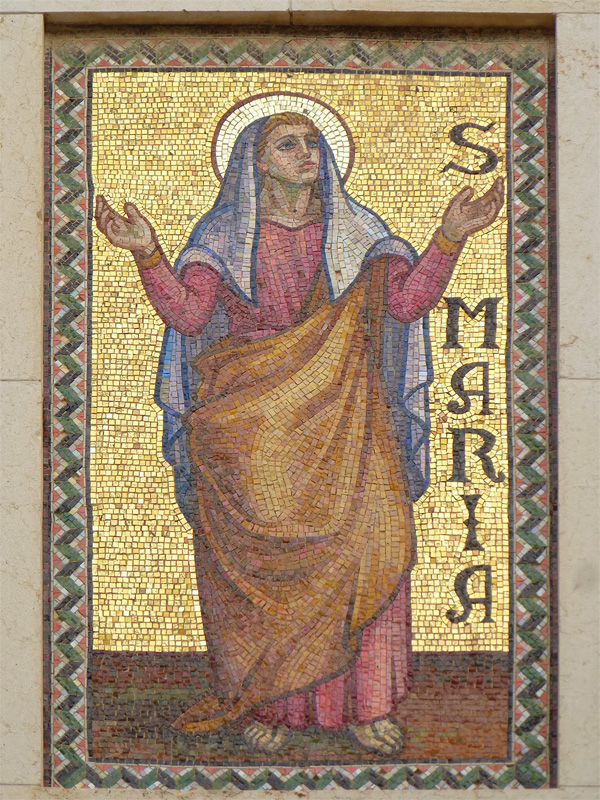
Św. Maria z Betanii (fasada)
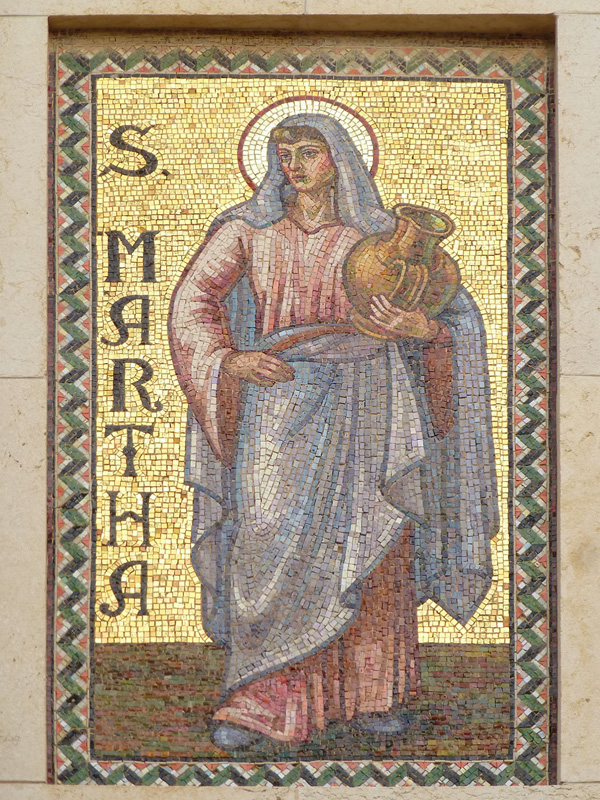
Św. Marta z Betanii (fasada)